# Trädhålsmygga
Trädhålsmygga (Aedes geniculatus), är en tvåvingeart som först beskrevs av Olivier 1791.  Aedes geniculatus ingår i släktet Aedes och familjen stickmyggor. Arten är reproducerande i Sverige. Inga underarter finns listade i Catalogue of Life.. Den är nära släkt med andra tropiska myggarter som sprider zikaviruset.